# 上戸手駅
上戸手駅（かみとでえき）は、広島県福山市新市町大字戸手にある、西日本旅客鉄道（JR西日本）福塩線の駅である。

## 歴史

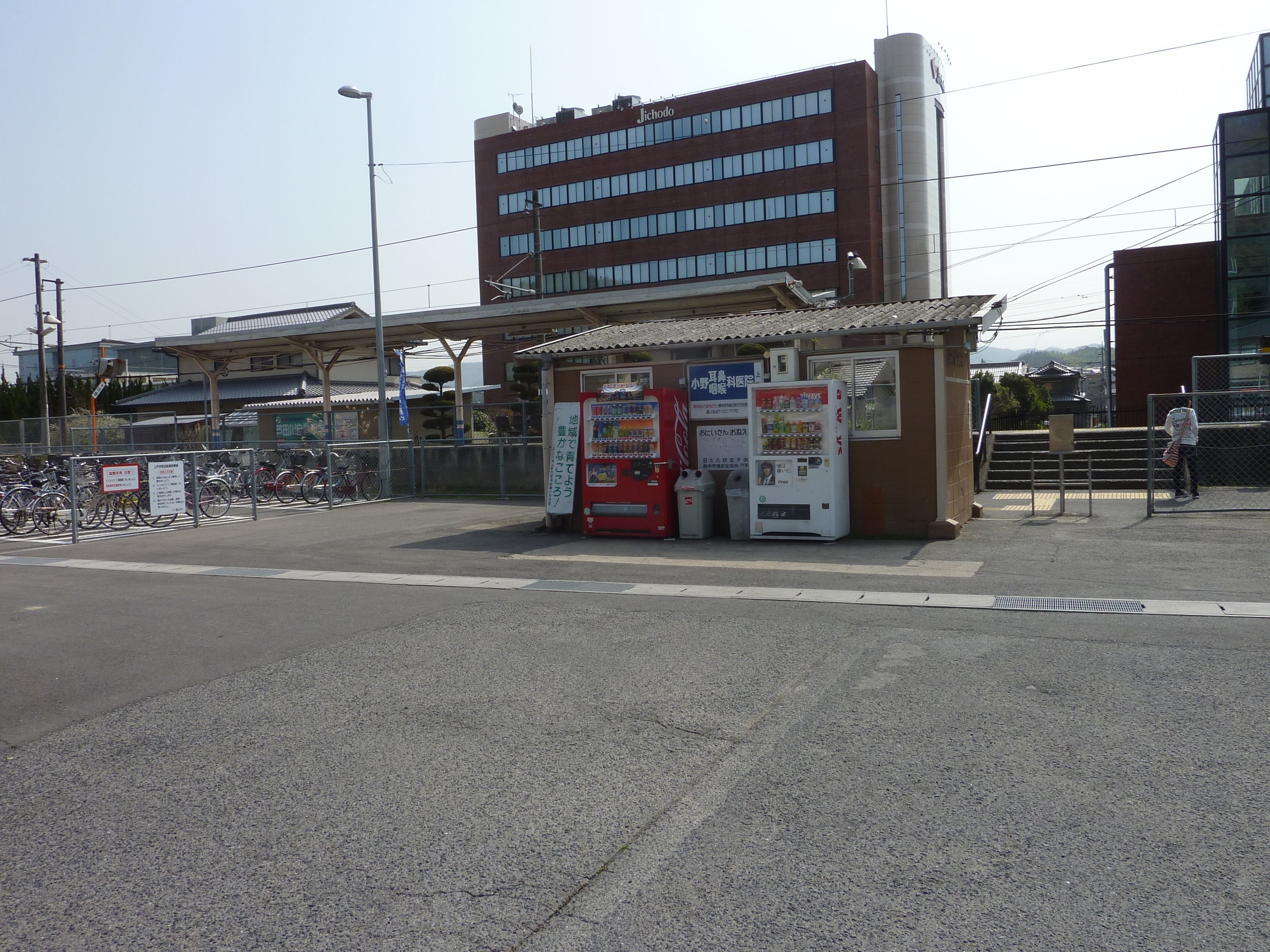
旧駅舎の駅入口（2011年3月）

- 1914年（大正3年）7月21日：福塩線の前身である両備軽便鉄道開通時に両備天王駅（りょうびてんのうえき）として開設[2]。
- 1926年（大正15年）6月26日：両備軽便鉄道が両備鉄道に改称。
- 1933年（昭和8年）
  - 9月1日：両備鉄道両備福山 - 府中町間国有化、鉄道省福塩線の駅となり[2]、上戸手駅（かみとでえき）に改称[2]。
  - 11月15日：福塩北線開通に伴い、それまでの福塩線が福塩南線に改称、当駅もその所属となる。
- 1938年（昭和13年）7月28日：福山 - 塩町間全通に伴い、福塩南線が福塩線の一部となり、当駅もその所属となる。
- 1959年（昭和34年）2月20日：貨物取扱廃止[2]。
- 1970年（昭和45年）12月10日：荷物扱い廃止[3]、簡易委託駅化[4]。
- 1987年（昭和62年）4月1日：国鉄分割民営化に伴い、JR西日本の駅となる[2]。
- 2021年（令和3年）2月25日：新駅舎使用開始。

## 駅構造

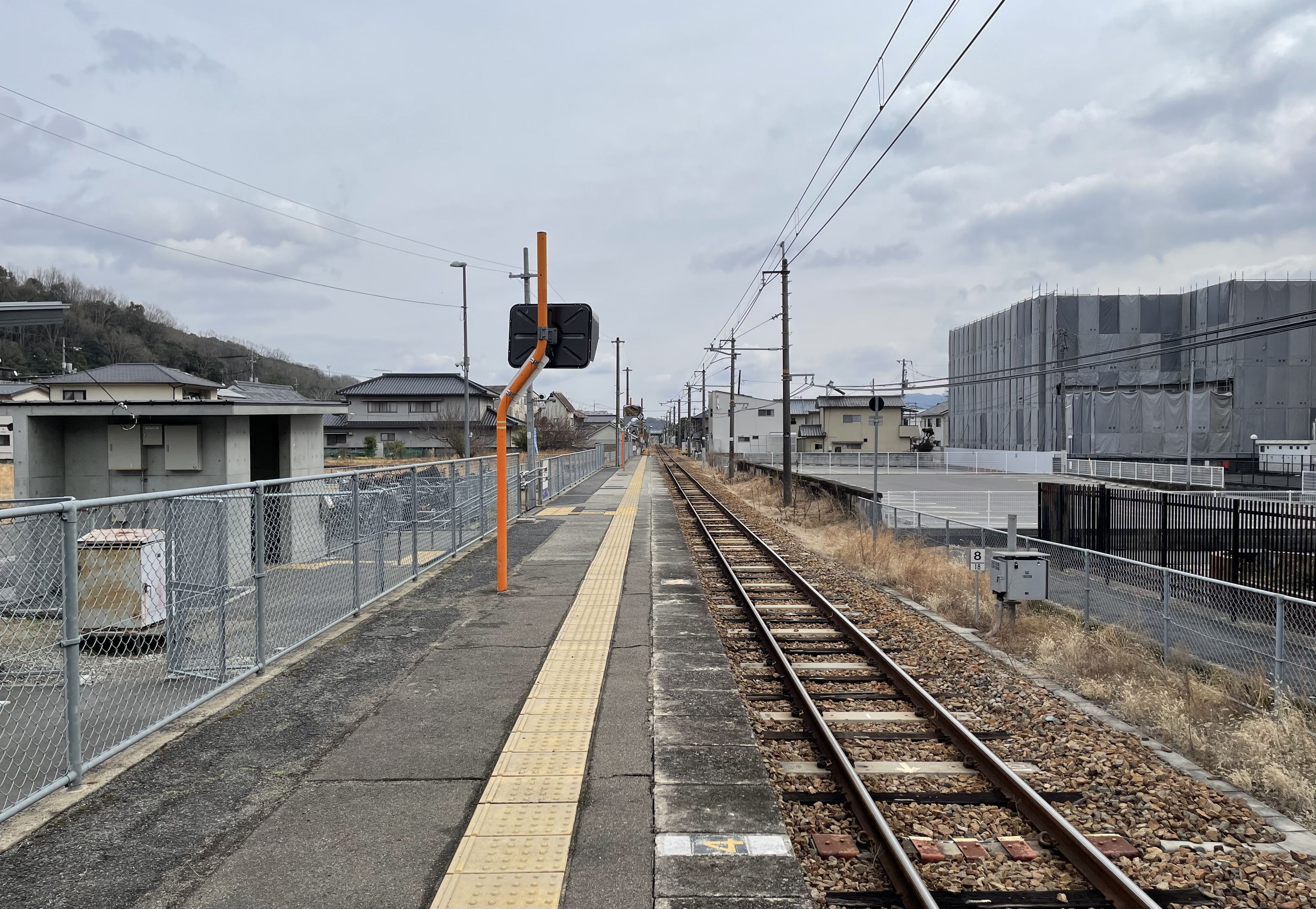
ホーム（2025年2月）

府中方面に向かって右側に単式ホーム1面1線を有する地上駅（停留所）。棒線駅のため、福山方面行・府中方面行双方が同一ホームを共用する。
福山駅管理の無人駅。2021年2月にコンクリート造待合室が新設された。待合所内部に自動券売機（2025年に新札対応のためタッチパネル式に更新された機種だが、当駅はICOCAエリア外のため、交通系ICカード読み取りトレイが省かれ、高額紙幣対応機能が無効化されている）が設置されている。

## 利用状況
1日平均乗車人員の推移は以下の通り。
| 年度               | 1日平均 乗車人員 |
| ------------------ | ---------------- |
| 2001年（平成13年） |                  |
| 2002年（平成14年） |                  |
| 2003年（平成15年） |                  |
| 2004年（平成16年） |                  |
| 2005年（平成17年） |                  |
| 2006年（平成18年） |                  |
| 2007年（平成19年） |                  |
| 2008年（平成20年） |                  |
| 2009年（平成21年） |                  |
| 2010年（平成22年） | 455              |
| 2011年（平成23年） |                  |
| 2012年（平成24年） |                  |
| 2013年（平成25年） |                  |
| 2014年（平成26年） |                  |
| 2015年（平成27年） |                  |
| 2016年（平成28年） |                  |
| 2017年（平成29年） |                  |
| 2018年（平成30年） |                  |
| 2019年（令和元年） |                  |

## 駅周辺
- 素盞嗚神社（備後国一宮）
- 寺岡記念病院
- 自重堂 本社
- ハローズ戸手店
- コーナン新市店
- 広島県立戸手高等学校

## 隣の駅
西日本旅客鉄道（JR西日本）
 福塩線
戸手駅 - 上戸手駅 - 新市駅